# Матросов, Алексей Александрович
Алексе́й Алекса́ндрович Матро́сов (эст. Aleksei Matrossov; 6 апреля 1991, Нарва, СССР) — эстонский футболист русского происхождения, вратарь эстонского клуба «Нарва-Транс».

## Карьера

### Клубная
Карьеру футболиста Алексей Матросов начал в нарвской спортивной школе Паэмурру. С 2010 года начал выступать за дубль таллинской «Левадии», но иногда вызывался в основной состав. Этот год принес Матросову серебряную медаль чемпионата Эстонии, Суперкубок и Кубок страны. В 2012 году перешёл в «Нарва-Транс», в этом же году с клубом стал финалистом Суперкубка Эстонии. С конца 2012 года начал выступать за футбольный клуб «Локомотив» из Йыхви, с которым завоевал серебряные медали Эсилиги. В январе 2015 года вернулся в футбольный клуб «Нарва-Транс». Однако параллельно был вратарем и в йыхвиском клубе «Локомотив». 2 июня впервые вышел на поле за «Нарва-Транс», где отыграл 14 минут. В 2017 году две игры провел в чемпионате и три в Кубке Эстонии за «Нарва-Транс», в этом же году сыграл 9 игр за «Нарва Юнайтед».
В январе 2018 года стало известно, что Матросов находится на просмотре в таджикском клубе «Худжанд», а 16 января официально стал игроком клуба. По итогу сезона завоевал с командой серебряные медали, в сумме сыграл 29 игр в чемпионате и кубке.
В феврале 2019 года вернулся в родной клуб «Нарва-Транс», где вышел на поле в первом же туре чемпионата Эстонии.
В начале 2021 года вернулся в таджикский клуб «Худжанд», а в конце сезона завоевал Кубок Таджикистана и серебряные медали чемпионата.
В феврале 2022 года стало известно, что Алексей Матросов вернулся в родной клуб «Нарва-Транс», где стал игроком и тренером вратарей.

## Достижения
- Серебряный призёр чемпионата Эстонии (1): 2010
- Серебряный призёр чемпионата Таджикистана (2): 2018, 2021
- Обладатель Кубка Таджикистана (1): 2021
- Финалист Суперкубка Эстонии (3): 2010, 2011, 2012
- Финалист Кубка Эстонии (2): 2011/12, 2019/20
- Обладатель Кубка Эстонии (3): 2010/11, 2018/19, 2022/23
- Победитель Эсилиги Эстонии (1): 2010
- Серебряный призёр Эсилиги Эстонии (1): 2013